# Jacky Boyadjian
Jacky Boyadjian (* um 1944; † 7. Januar 2024) war ein französischer Jazzmusiker (Kontrabass, auch Banjo).

## Leben und Wirken
Boyadjian begann als Autodidakt Jazz zu spielen; nach Ableistung seines Militärdienstes wurde er 1967 als Banjospieler Mitglied der Les Flagada Stompers, mit André Cornelli an der Trompete, Sauveur Rodriguez am Klavier und Lucien Cornelli an der Posaune. In der Sendung Samedi et compagnie von Albert Raisner gewann die Band einen Radiowettbewerb mit Hörerabstimmung. Daraufhin spielte Boyadjian mit seinen Kollegen 9 Monate lang in Paris. Mit der Gruppe trat er weiterhin im Hot Club de Lyon auf und begleitete auch Musiker wie Daniel Huck, Maxim Saury, Claude Luter, Marcel Zanini und Chris Clifton. 1970 gründete Boyadjian eine neue Gruppe, Les Happy Stompers, mit der er 1978 das Album Memorial Henri Gautier einspielte. Im Bereich des Jazz war er laut Tom Lord zwischen 1978 und 2007 an sieben Aufnahmesessions beteiligt, so mit Jean-Paul Amouroux, Martijn Schok/Michael Pewny, mit Sammy Rimington & Fred Vigorito & French Preservation New Orleans Jazz Band, ferner mit Jo Bohnsack und zuletzt mit Jean-Pierre Bertrand.